# Dāduša
Dāduša war von vermutlich 1788 bis 1779 v. Chr. König von Ešnunna und Sohn des Ipiq-Adad II. Während viele der dortigen Herrscher sich selbst nur „Gouverneur“ nannten, nahm er wie auch sein Vater den Titel „König“ (sum.: lugal) an. Er ist historisch gut bezeugt, da seine Untergebenen in vielen Städten in seinem Namen siegelten und diese Siegelungen gefunden wurden. Von ihm stammt außerdem eine Stele mit einer zur Mardin-Stele Šamši-Adads I. parallelen Abbildung, in welcher Dāduša seinen Fuß auf den König von Arbela stellt. Aus der Inschrift ergibt sich, dass er das gemeinsam mit Šamši-Adad I. eroberte Gebiet Qabra an diesen geschenkt habe. Vermutlich bestand eine Koalition zwischen diesen beiden, etwa gleichmächtigen Herrschern. Auf Dāduša geht möglicherweise auch der Codex Ešnunna zurück, die älteste akkadische Rechtssammlung, die wahrscheinlich dem Codex Ḫammurapi als Vorbild diente.